# Naohiro Dōgakinai
Naohiro Dōgakinai (堂垣内尚弘 Dōgakinai Naohiro, Sapporo, 2 de juny de 1914-2 de febrer de 2004) va ser un polític japonés membre del Partit Liberal Democràtic i Governador de Hokkaidō des de 1971 fins 1983. Durant la seua vida també va escriure alguns llibres, especialment enfocats en la política i en Hokkaido.

## Biografia
Dōgakinai va nàixer a Sapporo. Es graduà com a enginyer en la Universitat Imperial de Hokkaido (després Universitat de Hokkaidō) en 1938. Durant aquella època va treballar per al ministeri de construcció naval. Després de la guerra, en 1946, va començar a treballar al Govern de Hokkaidō. Després d'això, fou enviat a l'Oficina de Desenvolupament de Hokkaidō (depenent del govern central) i en 1965 esdevingué el seu cap, retirant-se d'aquest càrrec l'any 1967.
El mateix any va esdevindre professor de la facultat d'enginyers de la Universitat de Hokkaidô, fins a l'any 1970, quan va renunciar als seus càrrecs acadèmics per concòrrer al càrrec de governador de Hokkaido.

### Com a governador de Hokkaido
El 1971, després de les eleccions a governador de Hokkaidō de 1971, Dōgakinai fou elegit governador de Hokkaidō com a candidat conservador i successor de Kingo Machimura. Durant el seu mandat com a governador (1971-1983), Dōgakinai va escometre diverses millores per les quals és ben recordat entre els ciutadans, com els Jocs Olímpics d'Hivern de 1972 i l'augment de les infraestructures (inauguració en desembre de 1971 de l'Autopista de Hokkaidō) i el nivell de vida a l'illa.
Durant la celebració del festival de neu de Sapporo de 1976, el diplomàtic soviètic Ivan Kovalenko va exigir la retirada d'un cartell que demanava el retorn dels territoris del nord, ocupats actualment per Rússia, Dôgakinai, no obstant això, es va negar rotundament.

### Carrera després de ser governador
En acabar la legislatura 1979-1983, Dôgakinai es va retirar del càrrec i intentà, sense èxit presentarse a les eleccions generals japoneses de 1983 com a representant per la circumscripció de Hokkaido, però degut a la baixa qüantitat de vots que aconseguí, no obtingué cap escó. Aquell mateix any va ser admés com a professor d'universitat, convertint-se, a més, en director de l'institució.
El 1986 es convertí en assessor del Hokkaido Surveying College. En 1988 va exercir de cap de l'equip japonés als Jocs Olímpics d'Hivern de 1988, a Calgary, Canadà. El 1989 va assumir el càrrec de director de la corporació de l'Acadèmia Universitària del Japó Oriental (actualment Universitat Mèdica de Hokkaidō). En 1995 va esdevindre president honorífic de la mateixa institució.
Una de les seues darreres aparicions públiques va ser durant la celebració del triomf de la governadora Harumi Takahashi a les eleccions a governador de Hokkaidō de 2003. Menys d'un any després, en febrer de 2015, Naohiro Dogakinai va morir.

## Condecoracions
- Orde del Lleó de Finlàndia, 1ra Classe, 1980.
- Orde del Tresor Sagrat, 1ra classe, 1988.